# Madison (Virginia)
Madison ist eine Stadt im Madison County im US-Bundesstaat Virginia. Das U.S. Census Bureau hat bei der Volkszählung 2020 eine Einwohnerzahl von 205 ermittelt.
Madison ist der Verwaltungssitz des Madison County. Die Stadt hat eine Fläche von 0,6 Quadratkilometer.

## Persönlichkeiten
Söhne und Töchter
- Peter Early (1773–1817), Politiker
- Robert Mallory (1815–1885), Politiker